# Plătărești
Plătărești là một xã thuộc hạt Călărași, România. Dân số thời điểm năm 2002 là 4318 người.